# 1968年至1969年日本大学抗议活动
1968年至1969年，日本多间大学爆发学生运动，造成全日本多所高校被迫关闭，史称“大学纷争”或“大学斗争”。这场运动是1968年全球示威浪潮的一部分，也是1960年代末日本诸多抗议活动的其中一场，同期的抗争事件还包括1966年起的三里塚鬥爭及1970年的安保斗争。运动初期为学生抗议大学内部的实际问题，其后学生于1968年成立全学共斗会议。至1969年，日本当局通过《有关大学管理的暂行措施法》，授权警方驱散示威学生。
学生最初组织抗议活动是为反对东京大学医学部的无薪实习制度。作为多年来在学生组织及学生抗议活动中建立起来的势力，日本新左翼阵营中的学生组织开始占领校内的建筑物。抗议浪潮后来蔓延到了日本大学，该校学生对大学董事会涉嫌腐败表示不满而抗议，但抗议所含的意识形态成分较少，更侧重于实际问题，因为该校一直以来都是传统、保守的风气。后来，运动继续蔓延到日本的其他高校，继而升级为校园内及街头的暴力运动。1968年底，时值学生运动的高峰，数千名学生闯入东京最为繁忙的车站新宿站制造骚乱。与此同时，学生团体之间的矛盾开始在学生内部蔓延。1969年1月，警方包围了东京大学校园，结束了该校的抗议活动。然而警方的行动重新燃起其他大学学生的激情，其他大学的学生运动仍在继续。然而，随着公众对学生的支持不断衰减，再加上警方不断压制抗议活动，示威浪潮逐渐式微。至1969年，日本当局通过《有关大学管理的暂行措施法》，为警方采用更有力措施提供法律基础。尽管如此，从新左翼势力中分裂出来的联合赤军等团体仍继续暴力行动，其行动持续至1970年代。
抗议学生受到卡尔·马克思、列夫·托洛茨基等马克思主义理论家的思想启发，也信奉让-保罗·萨特、阿尔贝·加缪等法国存在主义哲学家，以及日本诗人、评论家吉本隆明的本土哲学。吉本隆明对“自立性”及“主体性”的解释，建基于他对丸山真男等日本知识分子所解释的进步自由主义的批判，其中丸山真男被吉本隆明批评虚伪。而学生对“主体性”的热爱，对“自我否定”和“自我批评”的逐渐看重，最终让正常运动分崩离析。
这场运动也让田中美津的女性解放运动抬头。虽然大多数纷争在1970年代得到解决，抗议学生重新融入日本社会，但运动所形成思想进入到日本的社会圈，给村上春树、村上龙等作家带来了启发。学生的政治诉求让教育改革成为日本政府的优先事项，推动当局以中央教育審議会等组织进行改革。在流行文化领域，这场运动也有诸多改编，包括若松孝二2007年电影《联合赤军实录：通向浅间山庄之路》。

## 运动起因

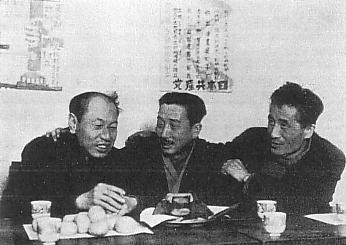
二战结束后不久的日本共产党领导人德田球一、野坂參三与志賀義雄（自左向右）

自第二次世界大战结束后到1952年，占领日本的同盟国势力为日本政坛带来重大改变。同盟国势力废除了战前通过的，专门用来打击左翼团体和左翼人士的《治安维持法》，因该法被监禁的左翼人士随即获释，日本共产党及日本社会党成为合法政党，给日本政坛带来深远影响。其后日本共产党逐渐获得学生之间，学生开始与左翼活动人士建立联系。同盟国势力也版发布了战后的《日本国宪法》，为政治团体带来了生存共同，同时赋予工人组织政治团体的权利。左翼团体纷纷对新宪法表示支持，学生对新宪法也很维护，而且每当日本政府反对他们的行动的时候，他们都会以宪法捍卫自己的权力，批判当局行为违宪。
同盟国势力也重塑了日本教育体制，废除了教育敕語，教育行政体系去中心化，新入美式的六三三四学制（即小学六年，初中三年，高中三年，大学四年），其中至少九年为强制教育。而高等院校的录取率仍然维持低位，入学竞争仍旧激烈。1949年通过的《国家学校设立法》进一步扩张了高等教育体系，众多地方高等教育机构被整合为国立大学，确保每个县都有国家支持的大学。这种标准化后来导致越来越多的学生准备继续上高中，从而导致文部省设立更多的私立高中。截至1960年代，日本高中毕业生人数增长90%，这让高等教育机构面临扩张压力，就连中学也开始转设为高等教育机构。

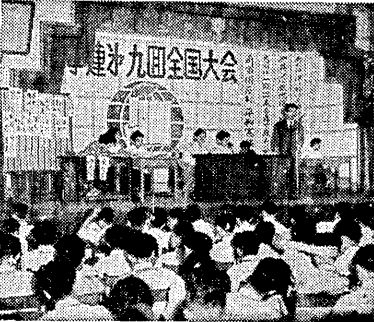
1956年召开的全学联第九届中央委员会会议

伴随着学生群体对左翼势力的同情心不断攀升，社会主义学生团体全日本学生自治会总联合于1948年正式成立。1947年至1948年间，全学联势力加入了亲共学生发起的反大学学费上涨活动，在活动中获得成长。全学联成立，让学生运动有了一面可以在底下团结起来的旗帜。1950年代，新左翼运动在全学联内部不断发展，并在学生运动中兴起，而当时全学联还不是日共的隶属组织。全学联的部分学生领袖脱离日共，转而成立列宁主义团体共产主义者同盟，以卡尔·马克思成立的共产主义者同盟来命名。另一方面，信奉列夫·托洛茨基理论的团体合并为革命的共产主义者同盟，共产主义者同盟内部激进程度较低的全学联领导人则领导社会主義学生同盟。这些派系从日本共产党手中夺取了新左派对全学联的控制权。
1960年，由日本共产党、日本社会党、全学联等左翼政治团体连同工会代表日本勞動組合總評議會发起安保斗争，反对《美日安保条约》。在全学联看来，《安保条约》标志着他们政治纲领的更新及加强，代表着新左翼对旧左翼的碾压。1960年安保斗争期间，左翼阵营的两大领军人物丸山真男和吉本隆明分道扬镳。丸山真男认为抗议活动是“主体性”概念（即社会独立于国家与自我的自治理念）的体现，也是民主理想的闪亮灯塔；吉本隆明则认为抗议活动是资本主义的异化，并不是捍卫民主的行动。吉本隆明批评丸山真男和他的一众拥趸“两面派”“虚伪”，并反对“主体性”，认为他们自以为是反对战争及大众民主的先驱。新左翼势力，尤其是共产主义者同盟采纳了吉本隆明的思想，以及吉本隆明对丸山真男及进步主义势力的批评。全学联公开抨击日本共产党、进步派和其他被认为是“建制派”的势力，称“建制派”组织破坏自身自主性，以先锋队取代，威胁了“主体性”。这此事件标志着新左翼势力正式与占主流的进步主义思潮及正统的斯大林主义分道扬镳。
到1960年代末，日本各大学的就读人数创下历史新高，东京的52所大学为新左翼激进分子提供了避风港。由于日本战后缺乏出版物审查制度，学生们可以负担起马克思主义文本的印刷价格，再加上在校的空闲时间比较多，越来越多学生走上了激进政治的道路。伴随着战后婴儿潮世代步入大学，大学不得不进行大幅扩招以适应这一情况。日本社会紧张局势不断加剧的同时，学生运动自安保斗争以来大体处于蛰伏状态，各高校内部局势变得越来越不稳定，最终引燃了1968年的学生运动。

## 初期冲突

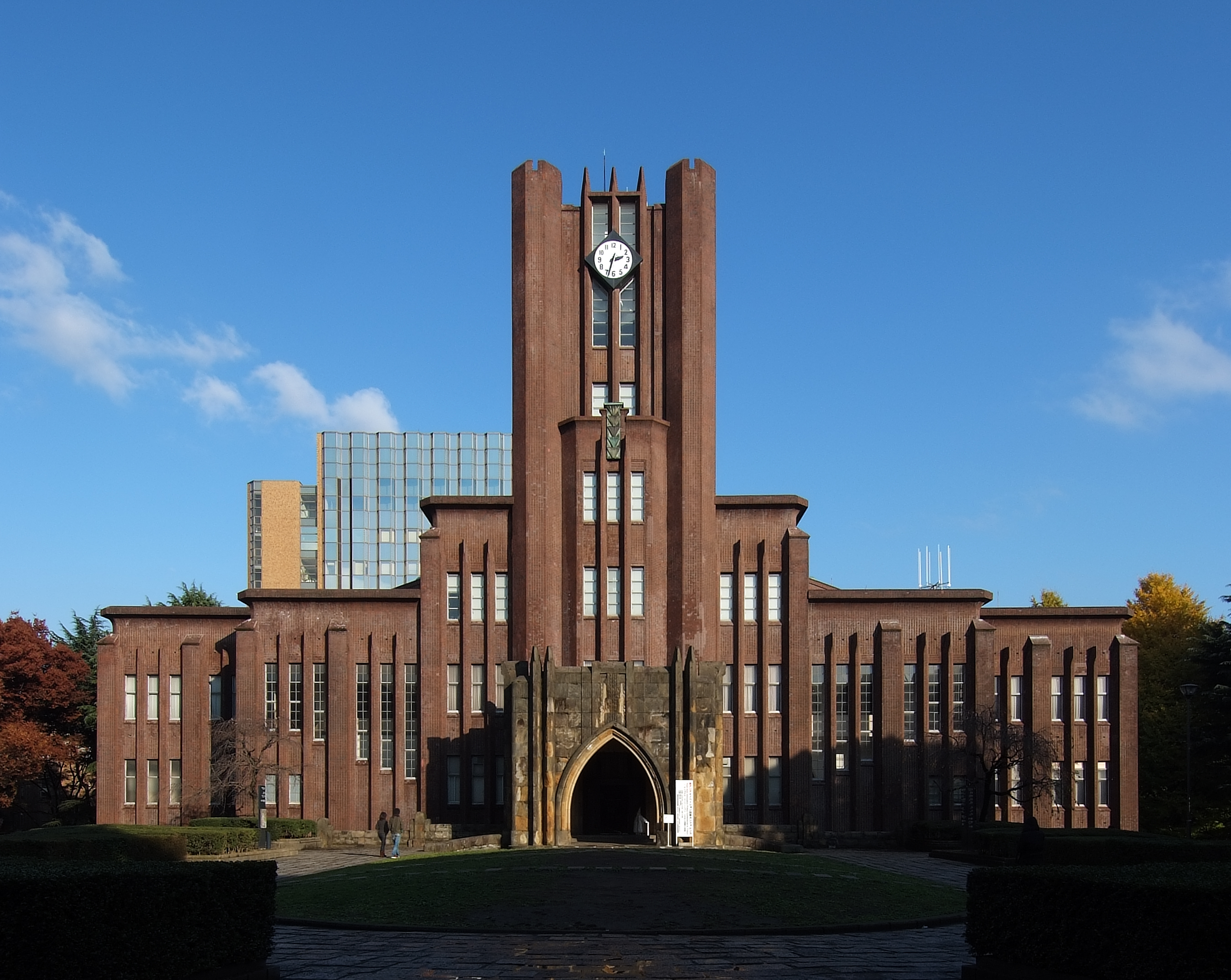
东京大学本乡校区的标志性建筑安田讲堂

1965年和1966年，庆应义塾大学和早稻田大学分别再度出现学生运动，抗议学生率先使用“全学共斗会议”一词来指代负责协调抗议活动的学生组织。早稻田大学的抗议持续了150天，到结束时候，全日本的学生运动都已平息。1967年底，东京大学推行极具争议性的改革，医学部学生需要义务担任六年的實習醫師，引发学生于1968年初罢课。1968年2月19日，学生与教师之间围绕义务实习问题爆发冲突，有17名学生遭到惩处，4名学生被开除出校。同年3月的毕业典礼期间，医学部学生闯入典礼会场，称校方对部分学生的处罚过于“荒谬”；在校方惩处的学生当中，有一名学生在冲突当天不在东京，而是在九州。后来防暴警察到场维护典礼秩序，学生转而在6月份占领安田講堂。东大校方决定采取措施，从学生手中夺回讲堂，清走学生架设的障碍。校方举动引起学生群体不满，他们没过多久就重新占领了讲堂，同时号召来一场总罢课。
东大医学生的抗议活动蔓延到其他高校。最先受到影响的是日本大学，1968年5月，该校的8.6万名学生中，有1万名学生参与示威，抗议校董会违规挪用20亿日圆资金。学生指责校董会利用“大量产出的大学发财”。当时各高校学生所接受的政治意识形态各不相同，身为精英的东大学生同情左翼势力的遭遇，日大的学生则更为保守、克制。尽管如此，各校学生采用的抗议策略大同小异，手段不外和占领校园建筑物，这个行动让全学共斗会议团体得以在各高校成立。

## 全共斗成立与运动蔓延

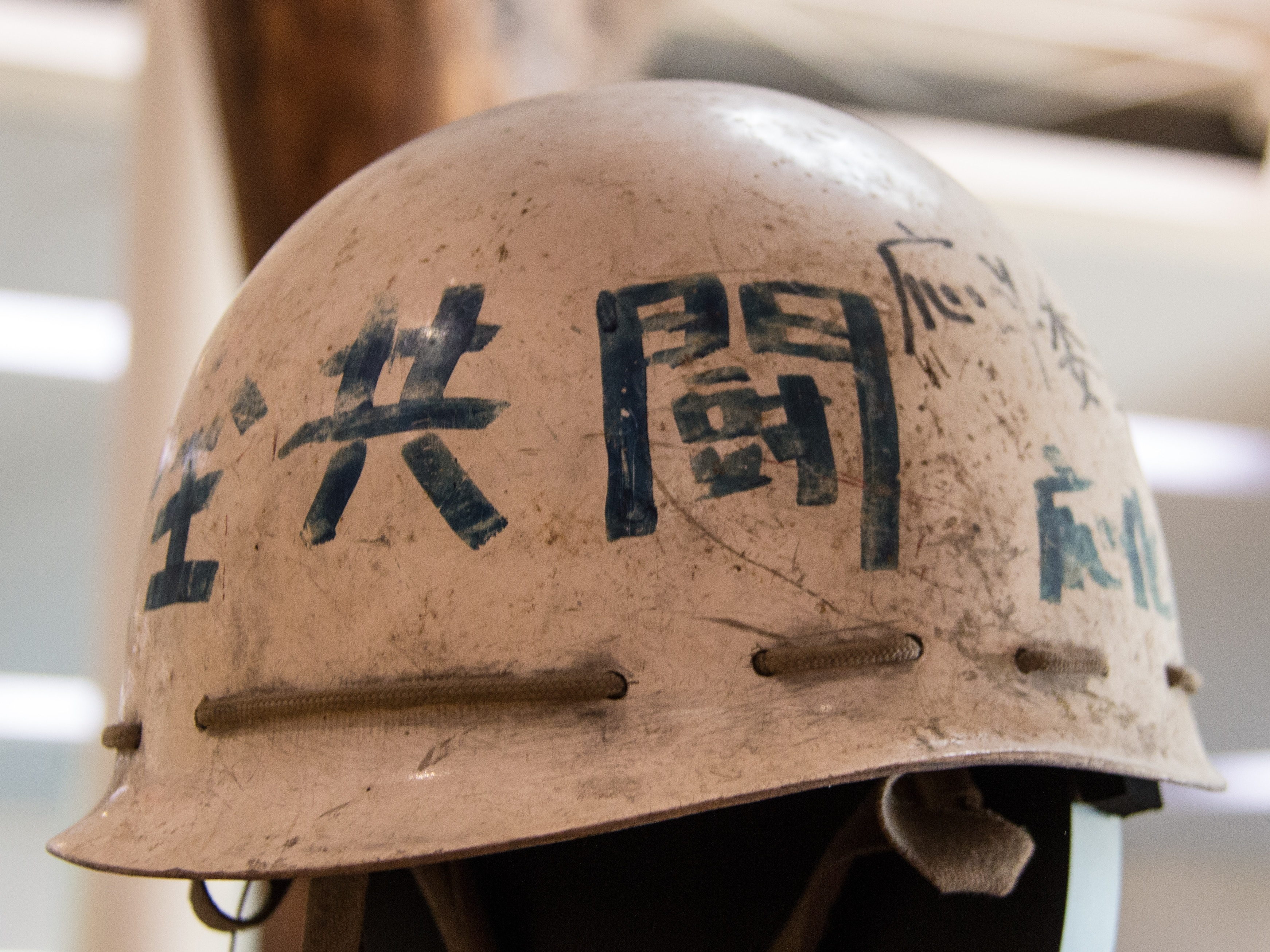
一顶刻有“全共斗”字样的头盔

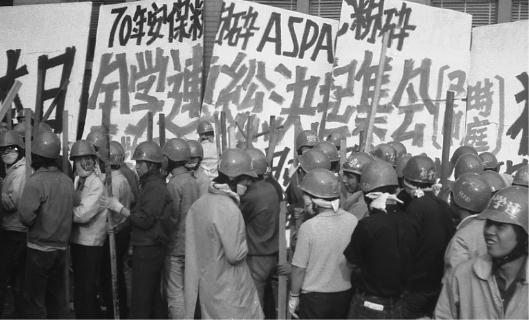
手持武斗棒的示威学生

1968年7月，东大学生成立了全学共斗会议，负责协调全日本各高校的抗争行动，无派别研究生山本义隆当选组织领导人。尽管全共斗组织早已存在，其模式真正得到推广还是在东大内部，而东大的全共斗模式成了后来全共斗的主流阐释。全共斗采用无政治派别人士进行行动，让这些不寻求革命、与全学联或日共无联系的人士曝光。在全共斗创立前，无政治活动人士被分割成39个隶属于全学联、反对日本共产党的组织和一个亲日本共产党组织。全共斗协助扩大了抗议者的范围。与只有本科生参与的1960年安保抗争不同，全共斗成员包括毕业生及部分职员。日本大学的全共斗组织则帮助学生抵抗保守思潮对学生运动的影响。
同样在1968年7月，东京大学的全共斗组织要求大学全体高级医务人员辞职，导致东京大学医院院长与医学部主任于8月10日辞职。同样在7月，谈判破裂，校园内再次出现暴力事件，全共斗逐渐失去了对不同组织的控制。11月，从托派组织革命的共产主义者同盟分裂出去的日本革命的共产主义者同盟革命的马克思主义派挟持了九名教授，包括文学部院长林健太郎。回想起学生的抗议活动，林健太郎说有很多教授像他一样没日没夜地被学生粗暴拷问、言语虐待。另一个全学联组织日本社会主義青年同盟解放派，以及与日本共产党结盟的全学联集团日本民主青年同盟也在这个时候出现。这些组织把派系文化带进校园，每当无派别学生介入斗争的时候，他们要么把无派别学生分开，要么提供急救。抗议学生的三方内部矛盾大多在东大駒場校区出现。同年12月，早稻田大学的日本社会主義青年同盟解放派与日本革命的共产主义者同盟革命的马克思主义派因盗窃论文产生的指控蔓延到东大，东大各个学生派系占领了隶属于东大文学部的建筑，设置了障碍。这场风波持续了三个礼拜，革马派离开全共斗。从那时起，全学联的各个组织占领了不同建筑物。
与此同时，抗议浪潮蔓延到日本的其他高校，抗议学生的诉求各不相同。在關西學院大學和东北大学，学生抗议学费上涨。在神奈川大學和別府大學，学生要求学校实行民主化。在同志社大學和早稻田大学，学生的主要诉求是让学生在选举大学校长中发挥作用。在長崎大學和花園大學，学生目标是控制学生会大楼。上智大学关闭校园半年。一架美国喷气式飞机撞向九州大学的计算机中心，导致学生发起反美示威，要求关闭福冈机场。截至1968年底，有67所校园被学生控制，数百所校园受到学生骚扰侵袭。示威活动还蔓延到学校外面，其中数千名学生于10月21日（国际反战日）闯入新宿站制造骚乱，促使警方动用《暴乱集会犯罪法》清场。骚乱规模不断扩大之下，民众的反对声浪与日俱增，对警察的支持也逐步增加，使得警方动用更多武力来进攻被占领的校园，其中上智大学的抗议活动于1968年12月警方围攻校园行动中收场。
到1968年秋天，暴力行动不断升级，警方认为学生加入了当时较为普遍的反自由民主党运动，这场运动的参与方包括反对党及工会。然而，随着暴力行动的不断升级，支持学生的民众越来越少，让警方得以专门针对学生激进分子。学生用木头或竹子制作木棍，称之为“武斗棒”，为学生提供实现政治目标的有效手段。

## 日渐式微
1969年初，学生们对抵抗警察很有信心。随着暴力活动不断升级，当局取消了1969年春季的大学入学考试。与此同时，东大校园内的情况情况很热闹。全学联的亲共组织青年同盟占据上风，促使全共斗派从日本大学和中央大学调来学生增援。不少东大学生感到理想破灭，投票决定停止罢课。然而，顽固派躲在安田讲堂等大楼内，为警方围攻校园的行动作准备。
1969年1月19日，数千名警察进入东大校园。作家三岛由纪夫很担心这次围攻行动，联系了警方，要求他们谨慎行事。全学联各派系与全共斗之间的矛盾仍在加深，即便他们的力量已大幅度减弱，安田讲堂内的人仍觉得他们会赢得这场斗争。到周末结束的时候，警方占领了东大学生运动最后据点，安田讲堂的屋顶。这次行动让学生运动落入冰点，被学生占领的大学校园减少到33座。围攻行动过后，三岛由纪夫向学生发表谈话，期间批评学生没有做足牺牲的思想准备。另外，围攻行动的现场画面被电视转播，点燃了其他地方学生的激情。
围攻安田讲堂的行动结束后，各地爆发学生骚扰，学生占领的校园从33处飙升至3月77处，到4月再升至111处。当局对抗议活动的关注较低，警方则对抗议活动加强戒备。2月，日本大学的围栏遭到拆除，学校重新上课，大学入学试则在警方的重兵把持下进行。与此同时，外界把关注投向京都大学，京都大学的全共斗派与学校管理层支持的青年同盟分会发生激烈斗争。日本大学的斗争结束后，全共斗学生宣布京都市市中心为“解放区”，警方随即抵达现场对付学生。京都大学的抗议逐渐平息后，入学试于3月份在京都各地的应急中心举行，警方重兵看守。冲绳战役阵亡将士慰灵日当天，学生在东京市中心抗议美国占领冲绳县的时候，与警方发生激烈冲突。6月，学运热潮重燃，学生与其他左翼组织联合，共同反对越南战争。
1968年底，首相佐藤荣作任命此前要求对大学亏空问题进行特别调查的坂田道太担任文部大臣。为了回应外界要求政府介入各大学的呼声，坂田道太于1969年5月颁布了《有关大学管理的暂行措施法》。在日本政府不断在国会推动该法通过后，该法于8月正式实施。法案要求成立大学争端特别委员会，同时赋予大学管理层出动防暴警察来解决与学生纠纷的权利。这项立法对于本已日渐衰落的学生组织来说是沉重的打击，也是其消亡的关键因素之一。
到1969年底，学生已经支离破碎。许多路障已被拆除，暴力事件也慢慢消散。1969年成立、活动在9月份日比谷公園集会中达到高峰的全国全共斗，其组织也变得支离破碎。由此，学生运动变得孤立。虽然全共斗各派之间的团结已经不再，学生们还是继续在街头制造骚扰，关注点也更多投向反对越战及即将更新的《美日安保条约》。至1970年，各校的局势回归正常。

## 分崩离析
反代代木派（即反对日本共产党的左翼团体）、民青与其他组织之间的内讧一直困扰着各大学的斗争活动。在托派的革命的共产主义者同盟中，有革命的共产主义者同盟全国委员会（中核派）和日本革命的共产主义者同盟革命的马克思主义派（革马派）两大派别。中核派认同共产主义者同盟的观点，认为大学机构已从其先前的自由地位转变为资本主义，斗争象征着资本主义内部的矛盾。革马派认为由于大学本身有帝国主义性质，学生永远无法通过进入学生的管理层来影响社会（这一派也反对全共斗，双方曾于1969年底在早稻田大学起过冲突）。两派尽管都是马克思主义者，在政治上还是有分歧，其中中核派提倡把重心放在建立反斯大林主义政党上面，革马派则更多地把焦点放在阶级斗争及动员无产阶级上面。中核派批评革马派是小资产阶级。解放派认为大学的问题在于其教育理念，即让学生做好成为工业“奴隶”的准备。与其他学生团体相比，共產主義者同盟更为等级森严。从意识形态层面来看，他们的关注度是保卫日本民主免受法西斯主义侵害，而不是摧毁大学。持改良派立场的日本民主青年同盟则和日共同一阵线，认为与教授们妥协是可行的，同时把最终对手定为文部省的压迫力量。民青在反对全共斗、反对全共斗占领校园方面发挥关键作用。

## 思想启发

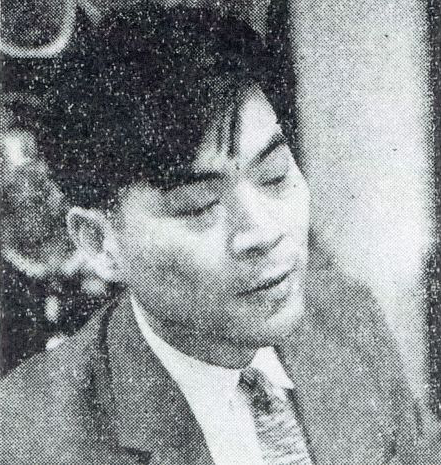
吉本隆明被誉为日本新左翼的“先知”

学生们对“主体性”的解读对他们自己产生了巨大的影响。从一开始，这些抗议就是日本学生反对1960年代安保斗争中进步人士放弃“主体性”的一环。学生们希望能有个人的主观能动性，同时希望能和其他具有主观能动性的人们一起斗争来确定自我的“主体性”。这一时期的学生们追捧各种存在主义的书籍，比如费奥多尔·陀思妥耶夫斯基的《卡拉馬佐夫兄弟》和阿尔贝·加缪的《異鄉人》。
研究日本新左翼的学者威廉·安德鲁斯认为学生们对“主体性”的解读和让-保罗·萨特的“自欺”理论类似，因为学生们认为，个人的信念和主观能动性要比党派路线来的重要。这也使得他们一再在抗议中强调“自我批评”和“自我否定”。
抗议过程中，东大的学生们曾被采访询问他们为何而战，大多数学生说他们是为“坚持自我”或“改造自我”而战，说他们拒绝接受任何他们认为是“改良主义”的东西，比如说具体的改革方案。他们的目标总体上来说非常模糊，一名全共斗成员说斗争就是为了斗争本身，一些学生则回答说就只是想斗争，没有想那么多。参与抗议的学生们，特别是参与共產主義者同盟的学生，从某种程度上来说认同了一种简化版的吉本隆明的理论。学生们对“主体性”的追捧最终导致了自身的瓦解——他们本就希望抗议活动的结果能够达到“自我否定”。
时任东大文学部部长的林健太郎反对对“主体性”的解读，批评学生们进行的是“虚伪的自我否定”，指他们一边说着“与东大同在”，另一边却享受着东大学生的种种特权。被学生们视作“先知”的吉本隆明也对学生们多有批评，比如认为他们被一种“共同幻想”所包裹。

## 后世影响
20世纪60年代末的左翼抗议活动反而使得左翼失去了公众的支持，1969年的第32屆日本眾議院議員總選舉中，日本社会党一次失去了51席。左翼所拥有的影响力、权力和公众形象的衰落以及警方的审查一同导致了1970年安保抗议活动的失败。
68年抗议活动的失败造成了他们自己的认同危机。村上春樹在《且听风吟》等书中描绘出了年轻人在学运退潮后的疏离感。除了村上春树外，三田诚广的小说《我是什么》，村上龍的小说《69 sixty nine》都对这一时期的年轻人进行描绘。围绕安田讲堂攻防战的文学作品甚至形成了一种新的文体，“全共斗文学”，这类作品多出版于全共斗结束后的10年到20年间，通常会有强烈的情感描写，以及失望、困惑和失败的意象。法国哲学家罗兰·巴特在《符号帝国》中用专门的一章探讨了全学联。
日本学生的抗议活动并未产生像联盟90/绿党这般相对温和的改良团体。小熊英二认为这有三个原因，其一是学生们拒绝接受任何具体的目标，也没有道义方面的目标；其二是日本经济的持续增长使得这些活动家不得不参与到传统社会的生产中；其三是各种左派团体内存在的僵化结构及马克思主义结构。不过，一些更好战的学生的确组织了自己的新式团体，像是联合赤军和日本赤军。对这些学生而言，他们在大学内参与的抗议活动只是他们的一小步而非终点。这些更好战的学生后来参与到了诸如淀号劫机事件和淺間山莊事件这样的事件中。若松孝二2007年的电影《联合赤军实录：通向浅间山庄之路》描绘了这些更激进团体的历程。
日本女权主义也随着抗议活动的结束而兴起。日本社会的传统价值观限制了女性的抗议能力，而在抗议活动中，日本的女性有了参与公共事务的条件和机会。而女学生在抗议活动中并未被与男学生平等对待则使女性进一步意识到校园中存在的性别不平等。女权活动家田中美津在《从厕所开始的解放》一书中便倡导女性解放运动，田中美津还批评新左派团体的内讧过于男性化、资本主义化。

### 脚注
1. ↑  Schoppa 2002，第46頁.
2. ↑  Shiozawa 2017，第545頁.
3. ↑  Evans 2009，第334頁.
4. ↑  Kapur 2018，第152頁.
5. ↑  Weiss & Aspinall 2012，第66頁.
6. 1 2  Kapur 2018，第151頁.
7. ↑  Kapur 2018，第151, 166–167頁.
8. 1 2  Harris et al. 1964，第536頁.
9. 1 2  Weiss & Aspinall 2012，第59頁.
10. ↑  Weiss & Aspinall 2012，第59–60頁.
11. ↑  Shibata 2005，第83–87頁.
12. ↑  Weiss & Aspinall 2012，第60頁.
13. ↑  Leestma et al. 1987，第5頁.
14. ↑  Anderson 1959，第56頁.
15. ↑  Weiss & Aspinall 2012，第60–61頁.
16. ↑  Dowsey & Ikeda 2012，第47–48頁.
17. ↑  Weiss & Aspinall 2012，第63–64頁.
18. ↑  Schieder 2021，第25頁.
19. ↑  Kapur 2018，第19頁.
20. ↑  Andrews 2016，第41頁.
21. ↑  Kersten 2009，第232–34頁.
22. ↑  Jesty 2018，第29–30頁.
23. 1 2  Kersten 2009，第234頁.
24. ↑  Weiss & Aspinall 2012，第67–69頁.
25. 1 2  Shigematsu 2012，第213頁.
26. ↑  Andrews 2016，第83頁.
27. ↑  Tsurumi 1970，第104頁.
28. ↑  Dowsey & Ikeda 2012，第137頁.
29. 1 2  Andrews 2016，第85頁.
30. ↑  Tsurumi 1970，第107–108頁.
31. ↑  Tsuzuki 1970，第517頁.
32. ↑  Sunada 1969，第469–70頁.
33. ↑  Andrews 2016，第xxi頁.
34. ↑  Marotti 2009，第98頁.
35. 1 2  Tsurumi 1970，第108頁.
36. ↑  Sunada 1969，第470頁.
37. 1 2  Fuse 1969，第332頁.
38. 1 2  Kersten 2009，第240頁.
39. ↑  Dowsey & Ikeda 2012，第148–50頁.
40. ↑  Andrews 2016，第85–86頁.
41. ↑  Dowsey & Ikeda 2012，第135頁.
42. ↑  Marotti 2009，第130頁.
43. ↑  Dowsey & Ikeda 2012，第134頁.
44. ↑  Oguma 2015，第3頁.
45. ↑  Andrews 2016，第113頁.
46. ↑  Marotti 2009，第134頁.
47. ↑  Weiss & Aspinall 2012，第70頁.
48. ↑  Schieder 2021，第99頁.
49. ↑  Marotti 2009，第131頁.
50. ↑  Dowsey & Ikeda 2012，第160頁.
51. 1 2  Beer 2009，第114頁.
52. ↑  Andrews 2016，第87頁.
53. ↑  Andrews 2016，第88頁.
54. ↑  Shigematsu 2012，第53頁.
55. 1 2  Sunada 1969，第472頁.
56. ↑  Sunada 1969，第473頁.
57. ↑  Dowsey & Ikeda 2012，第169頁.
58. ↑  Dowsey & Ikeda 2012，第170頁.
59. ↑  Andrews 2016，第114–15頁.
60. ↑  Schoppa 2002，第81頁.
61. ↑  Dowsey & Ikeda 2012，第171頁.
62. ↑  Dowsey & Ikeda 2012，第174–75頁.
63. ↑  Daliot-Bul 2014，第52頁.
64. ↑  Tsuzuki 1970，第521頁.
65. 1 2  Oguma 2015，第5頁.
66. 1 2  Andrews 2016，第123頁.
67. ↑  Andrews 2016，第113-14頁.
68. 1 2  Andrews 2016，第94頁.
69. ↑  Tsuzuki 1970，第508頁.
70. ↑  Andrews 2016，第148頁.
71. 1 2  Dowsey & Ikeda 2012，第142–43頁.
72. ↑  Andrews 2016，第152頁.
73. ↑  Andrews 2016，第149頁.
74. ↑  Kapur 2018，第153頁.
75. ↑  Kersten 2009，第235頁.
76. 1 2  Andrews 2016，第70–71頁.
77. ↑  Andrews 2016，第71頁.
78. ↑  Oguma 2015，第13頁.
79. ↑  Daliot-Bul 2014，第51–52頁.
80. ↑  Kersten 2009，第241頁.
81. ↑  Kapur 2018，第158頁.
82. ↑  Strecher 1999，第264-266頁.
83. ↑  Andrews 2016，第73–74頁.
84. ↑  Steinhoff 2013，第150頁.
85. ↑  Andrews 2016，第76頁.
86. ↑  Oguma 2015，第20–22頁.
87. ↑  Andrews 2016，第127頁.
88. ↑  Andrews 2016，第141–42頁.
89. ↑  Andrews 2016，第138頁.
90. ↑  Evans 2009，第338頁.
91. ↑  Evans 2009，第344頁.
92. ↑  Shigematsu 2012，第53–54頁.

## 延伸阅读
- Miyazaki, Manabu. . Tokyo: Kotan Publishing. 2005. ISBN 0970171625. OCLC 823709000. Writer Manabu Miyazaki（英语：Manabu Miyazaki）'s autobiography; he participated in the protests at the University of Tokyo and describes them in detail.
- Oguma, Eiji. . Tokyo: Shin-yo-sha（英语：Shin-yo-sha）. 2009. ISBN 9784788511637 （日语）. Sociologist Eiji Oguma's account of the university struggles.